# Mas Soler (Bàscara)
El Mas Soler és una masia de Bàscara (Alt Empordà) inclosa a l'Inventari del Patrimoni Arquitectònic de Catalunya. Situat al sud-oest del nucli urbà de la població de Bàscara, a poca distància del veïnat de Sant Miquel de Terrades (Calabuig) i al peu del camí de Sant Nicolau.

## Descripció
Mas format per tres cossos aïllats delimitats per una tanca. L'edifici principal és de planta rectangular, amb la coberta de teula de dues vessants i distribuït en planta baixa i dos pisos. La façana principal presenta la majoria d'obertures restituïdes. Hi ha dos portals d'arc de mig punt adovellats, un d'ells amb accés directe al primer pis a través d'unes escales exteriors adossades a la façana. La resta d'obertures són finestres d'obertura rectangular, les del pis superior emmarcades amb carreus de pedra i les de la primera planta d'arc conopial amb arquets. Al costat de llevant hi ha un pou circular exempt i a ponent, un altre edifici de planta rectangular annex. Distribuït en dues plantes i amb la coberta de dues vessants de teula, presenta dos porxos adossats als extrems curts i les obertures restituïdes. A la part posterior de l'edifici principal hi ha una era de planta circular, amb el paviment de cairons i banc corregut com a tanca delimitadora.
La construcció és bastida amb pedra desbastada i còdols, disposats formant filades irregulars.

## Història
El primer propietari que coneixem del mas Soler és Gaspar Granollés, per un document de l'any 1497. Sabem que el 1598, Salvi Granollés és un dels propietaris més importants de la zona i que aquest cognom es manté a finals del segle xix a Calabuig. Al segle xviii, el mas apareix identificat com a mas Milans i, l'any 1777, apareix citat amb el nom actual.